# Fumi Yoshinaga
Fumi Yoshinaga (よしなが ふみ Yoshinaga Fumi; Tokyo, 1971) è una fumettista giapponese nota principalmente per i suoi manga shōjo e shōnen'ai.

## Biografia
Fumi Yoshinaga è nata a Tokyo, in Giappone, nel 1971. Ha frequentato la prestigiosa Università Keio di Tokyo.
In un'intervista, a proposito delle storie che racconta nei propri manga, ha dichiarato: "Voglio mostrare le persone che non hanno vinto, i cui sogni non si sono avverati. Non è possibile per tutti ottenere il primo premio. Voglio che i miei lettori capiscano la felicità che le persone possono ottenere dagli sforzi, dalle frustrazioni e dai tentativi."
In una nota dell'autrice al suo manga Solfege Yoshinaga scrive che ha una passione per le opere di Mozart.
Ha debuttato nel 1994 con il manga Tsuki to sandal, serializzato sulla rivista Hanaoto, ma in precedenza partecipava alle convention di manga come fumettista amatoriale.
Diverse opere di Yoshinaga sono state tradotte e vendute anche al di fuori del Giappone. Alla mostra "Shōjo Manga: Girl Power!" dell'Università statale della California, organizzata dal professore Masami Toku, Yoshinaga è stata selezionata e celebrata come una delle "venti maggiori mangaka che hanno contribuito al mondo dei manga shōjo (dalla seconda guerra mondiale a oggi)".
Oltre alle opere pubblicate con gli editori giapponesi, ha spesso autopubblicato opere dōjinshi, fra cui uno spin-off di Antique Bakery, una delle sue opere di maggior successo.
Yoshinaga ha anche disegnato parodie di manga celebri come Slam Dunk, Lady Oscar e Legend of the Galactic Heroes.

## Opere

### One-shot
- Hontō ni, yasashii. (本当に、やさしい。?)
- Solfege (ソルフェージュ?, Sorufēju)
- Kodomo no taion (こどもの体温?)
- Ai to wa yoru ni kizuku mono (愛とは夜に気付くもの?)
- Kare wa hanazono de yume o miru (彼は花園で夢を見る?)
- Ai subeki musumetachi (愛すべき娘たち?)
- Sore o ittara oshimai yo (それを言ったらおしまいよ?)
- Ai ga nakutemo kutte yukemasu. (愛がなくても喰ってゆけます。?)
- Shitsuji no bunzai (執事の分際?)

### Serie
- Tsuki to sandal (月とサンダル?, Tsuki to sandaru)
- Ichigenme wa yaruki no minpō (1限めはやる気の民法?)
- Gerard & Jacques (ジェラールとジャック?, Jerāru to Jakku)
- Antique Bakery (西洋骨董洋菓子店?, Seiyō kotto yōgashiten)
- Flower of Life (フラワー・オブ・ライフ?, Furawā obu Raifu)
- Ooku - Le stanze proibite (大奥?, Ōoku)
- Kinō nani tabeta? (きのう何食べた??)

### Illustrazioni

#### Opereshōnen-ai
- Garasu zaiku no tenshi (硝子細工の天使?)
- Kono ame ga yuki ni kawaru made (この雨が雪にかわるまで?)
- Baby Love (ベイビィラヴ?, Beibyi Ravu)
- Position (ポジション?, Pojishon)
- Innocent Sky (イノセント・スカイ?, Inosento Sukai)
- Saginuma yakkyoku de... (サギヌマ薬局で…?)
- Second Messenger (セカンドメッセンジャー?, Sekando Messenjā)
- Hanayakana meikyū (華やかな迷宮?)
- Itsutsu no oto (五つの音?)
- Kamakura saryō koimonogatari (鎌倉茶寮恋物語?)
- Usotsuki no koi (嘘ツキの恋?)
- Muzai sekai (無罪世界?)

#### Altri
- Manga wa ima dō natteoru no ka (マンガは今どうなっておるのか?) - opera che tratta dell'evoluzione dei manga nell'ultimo decennio
- Kore ga watashitachi no DVD Best Selection 70 (これがワタシたちのDVDベストセレクション70?, Kore ga watashitachi no DVD Besuto Serekushon 70) - Mag Garden
- Motto! Kore ga watashitachi no DVD Best Selection 70 (もっと!これがワタシたちのDVDベストセレクション70?, Motto! Kore ga watashitachi no DVD Besuto Serekushon 70) - Mag Garden
- Unmeironsha Jyakku to sono shujin (運命論者ジャックとその主人?) - nuova edizione giapponese del romanzo di Denis Diderot, Jacques il fatalista e il suo padrone
- Ano hito to koko dake no oshaberi (あのひととここだけのおしゃべり?) - raccolta di interviste a vari mangaka

## Riconoscimenti
- 2002 Premio Kōdansha per i manga nella categoria "shōjo" per Antique Bakery[3]
- 2006 Japan Media Arts Festival, premio d'eccellenza per Ooku - Le stanze proibite[4]
- 2009 Premio culturale Osamu Tezuka, Grand Prize per Ooku - Le stanze proibite[5]
- 2010 Premio Shōgakukan per i manga nella categoria "shōjo" per Ooku - Le stanze proibite[6]
- 2019 Premio Kōdansha per i manga nella categoria generale per Kinō nani tabeta?[7]